# 金·麦夸里
金·麦夸里是一位美国作家、人类学家和纪录片制片人，关注美洲原住民特别是印加帝国的历史，主要作品有《安第斯山脉的生与死：追寻土匪、英雄和革命者的足迹》（Life and Death in the Andes: On the Trail of Bandits, Heroes, and Revolutionaries）、《印加帝国的末日》（The Last Days of the Incas）等。